# ETR 500
ETR 500 (Elettro Treno Rapido 500) é uma família italiana de trens de alta velocidade introduzida em 1993.
Concebido sob a égide da Ferrovie dello Stato (FS), agora é operado pela Trenitalia nos trilhos da RFI.